# Kawasaki Ninja ZX-10R
La Ninja ZX-10R è una motocicletta prodotta dalla casa motociclistica giapponese Kawasaki dal 2004, quale modello di punta tra le supersportive ed in sostituzione della precedente Kawasaki Ninja ZX-9R.

## Descrizione
Gli ingegneri Kawasaki hanno realizzato nel 2004 un motore a quattro cilindri in linea con raffreddamento a liquido, di 998 cm³, che nel corso degli anni è stato sempre evoluto e mai stravolto. 
L'albero motore, l'albero d'ingresso e l'albero di uscita del cambio nella Ninja ZX-10R sono posizionati in un layout triangolare, per ridurre la lunghezza dell'unità motrice, con l'alternatore posizionato dietro la bancata per ridurne la larghezza. Le misure fondamentali di alesaggio e corsa misurano 76 mm × 55 mm sin dalla sua prima versione. I due alberi a camme in testa sono lavorati in acciaio al cromo; quattro valvole per cilindro migliorano la fluidodinamica agli alti regimi di rotazione, raggiungibili anche attraverso i pistoni forgiati e leggeri, che offrono un'elevata resistenza al calore per aumentare ulteriormente il rapporto potenza/peso della moto.

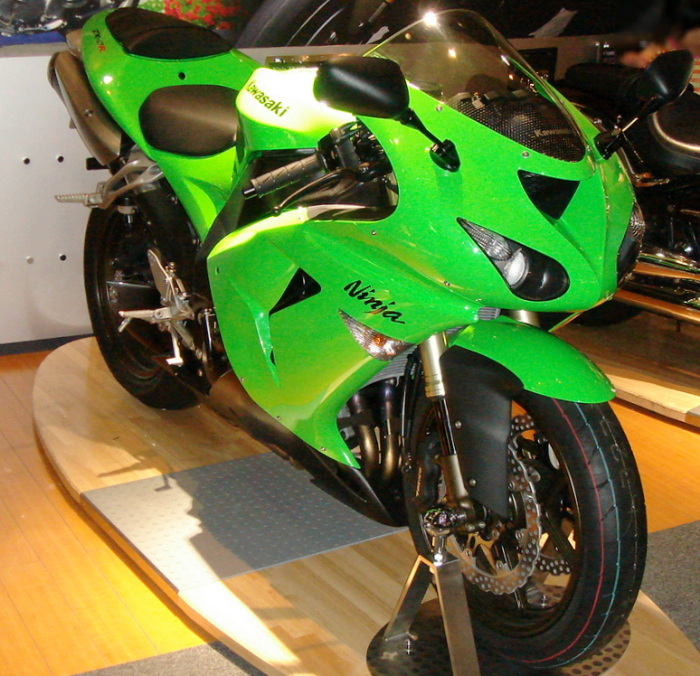
ZX-10R del 2006

## Evoluzione

### 2004-2005
Il modello del 2004 è stato il primo di una Ninja da 1000 cm³, ed ha subìto leggerissimi ritocchi nel set-up delle sospensioni per il 2005. La moto era molto compatta, con un passo corto e un elevato rapporto tra potenza e peso. Aveva un avantreno estremamente leggero: i tecnici puntarono molto sull'agilità. Il sistema di scarico era completamente titanio con singolo silenziatore. I cavalli erano 175, pesava 170 kg a secco (196 kg con tutti i liquidi e la batteria), e vantava 168 km/h di velocità massima in prima marcia.

### 2006-2007
Il M.Y. 2006 fu una piccola rivoluzione del punto di vista ciclistico, con quote riviste alla ricerca di più stabilità: il model year precedente aveva un avantreno troppo "ballerino", complice l'assenza di un ammortizzatore di sterzo. Il motore rimase uguale alla versione 2005, mentre venne modificato pesantemente l'impianto di scarico, che passava da laterale a sotto coda, comportando un aumento di 5 kg. La gomma posteriore passa da 190/50-17 a 190/55-17
Tra 2006 e 2007 nessuna differenza al di là delle diverse colorazioni.

### 2008-2009/2010-2011

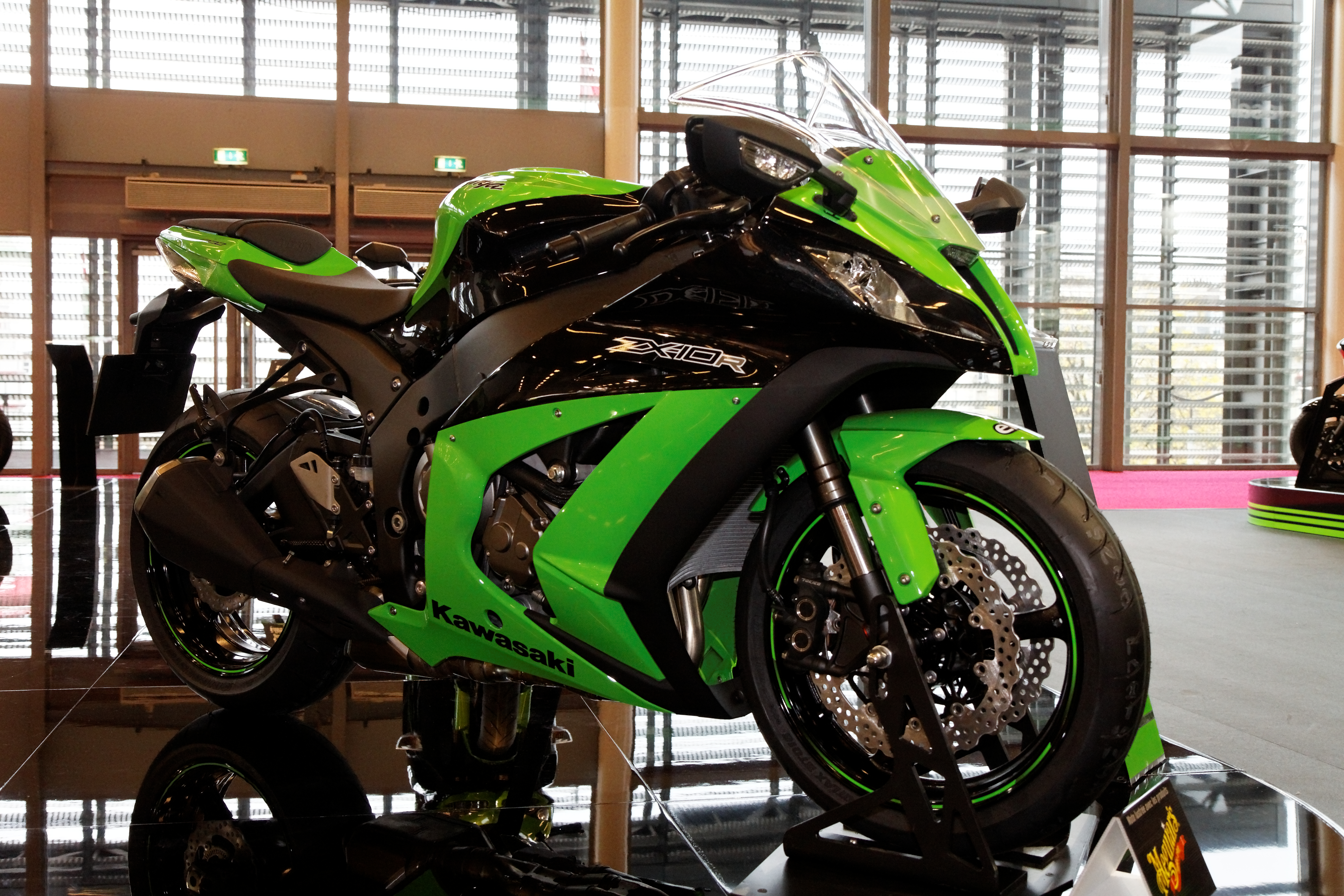
ZX-10 del 2011

La moto subì un drastico restyling con il M.Y.08, mentre dal punto di vista ciclistico si cercò un compromesso tra l'estrema, ed eccessiva, maneggevolezza del M.Y.04 e l'estrema stabilità del M.Y.06. Il risultato fu una moto dall'avantreno granitico ma non troppo affaticante nella guida, con una linea più spigolosa e snella, e l'impianto di scarico torna ad essere a terminale singolo laterale. Venne introdotto anche un rudimentale sistema di controllo di trazione, non regolabile, che limitava la coppia nelle prime tre marce in condizioni limite.
Il motore viene pesantemente evoluto, il rapporto di compressione arrivò a 12,9:1 con la potenza che arriva a 188 CV a 12500 giri/min (che diventano 200 con il Ram Air system in funzione), la coppia arriva a 12 kgm/113 Nm a 8700 giri/min. Il peso sale a 179 kg a secco, 208 con liquidi e batteria.
Nel 2009 vennero modificati i cerchioni ed il cruscotto, mentre dal 2010 vi furono leggeri ritocchi alla carenatura, che diventava monopezzo, alla trasmissione e fu dotata di serie di un ammortizzatore di sterzo della Öhlins.

### 2011-2015
La Kawasaki decise al termine del 2008 di ritirarsi dal Motomondiale, per concentrarsi maggiormente nelle derivate dalla serie. I tecnici e gli ingegneri della Ninja GP vennero consì indirizzati allo sviluppo della nuova Ninja stradale. Il M.Y. 2011 fu così una grande evoluzione, primo frutto di questa migrazione. Kawasaki ha introdotto il suo sistema sportivo Kawasaki Traction Control (S-KTRC). Prevede quando la trazione andrà persa e si adegua di conseguenza; viene introdotto, come optional, l'ABS chiamato Kawasaki Intelligent Braking System (KIBS). Il design è completamente nuovo, le pedane sono regolabili, i corpi a farfalla più grandi, il monoammortizztore passa in posizione orizzontale, le ruote sono a tre razze più leggere, viene introdotta la forcella Showa BPF all'anteriore e un cruscotto del pannello LCD. Il modello del 2012 è identico al 2011 con l'unica eccezioneper quanto riguarda la colorazione. Nel 2013 viene introdotto l'ammortizzatore di sterzo elettronico, sempre Öhlins, di serie, e furono modificate le grafiche, così come nel 2014. Nel 2015 viene presentata in livrea dedicata ai trent'anni della Ninja. 
Rispetto alla M.Y.08 la potenza arriva a 200 CV a 13'000 giri/min senza sistema RAM, cala leggermente la coppia che passa a 11 kgm/112 Nm a 11 500 giri/min. Il peso scende a 202 kg con liquidi e batteria.

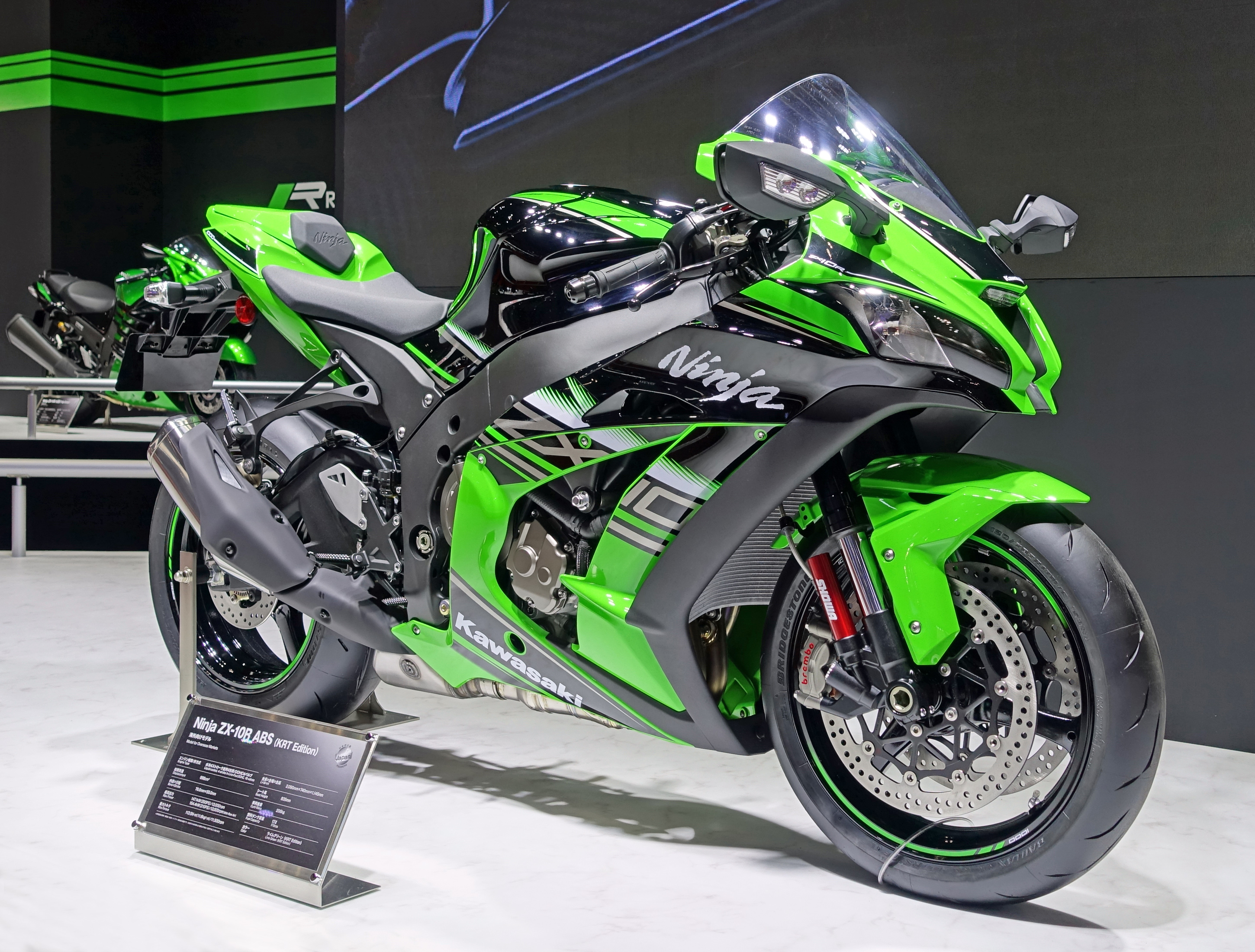
ZX-10 del 2015

Con Tom Sykes e Jonathan Rea diventa dominatrice del World Superbike.

### 2016
La moto riceve una leggera rivisitazione estetica, mentre viene migliorata in ogni singolo aspetto, dal motore alla ciclistica passando per l'elettronica, seguendo le necessità riscontrate in gara degli stessi Sykes e Rea. La moto inoltre, prima tra le sportive, rispetta l'omologazione Euro 4. A causa delle restrizioni antinquinamento, nonostante la grande evoluzione attuata dai tecnici di Akashi, il peso aumenta di 4 kg mentre la potenza rimane invariata.

### 2022
La moto riceve fari a LED, strumentazione TFT a colori, cruise control, nuova elettronica per le modalità di guida e il sistema KCMF (Kawasaki cornering management function). Il motore, che raggiunge una potenza di 149,3 kW a 13.200 giri/min, è abbinato a una frizione assistita e anti saltellamento, controllo della trazione sportivo, rapporti del cambio ravvicinati e launch control. All'anteriore ci sono forcelle rovesciate Showa Balance Free da 43 mm con camere di compressione esterne e regolazione dello smorzamento in compressione, e molle di fine corsa. Al posteriore un ammortizzatore horizontal back-link a gas BFRC lite dotato di serbatoio separato, smorzamento in compressione ed estensione oltre alla regolazione del precarico e molla di fine corsa. La frenata all'anteriore è affidata a una coppia di dischi Brembo da 330 mm ed a pinze Brembo M50 monoblocco ad attacco radiale con 4 pistoncini contrapposti.

## Scheda tecnica
| Caratteristiche tecniche - Kawasaki Ninja ZX-10R 2009                                                                       | Caratteristiche tecniche - Kawasaki Ninja ZX-10R 2009 | Caratteristiche tecniche - Kawasaki Ninja ZX-10R 2009 | Caratteristiche tecniche - Kawasaki Ninja ZX-10R 2009 | Caratteristiche tecniche - Kawasaki Ninja ZX-10R 2009 | Caratteristiche tecniche - Kawasaki Ninja ZX-10R 2009 |
| --- | --- | --- | --- | --- | --- |
| | | | | | |
| Dimensioni e pesi | | | | | |
| Ingombri (lungh.×largh.×alt.)                                                                                               | 2110 × 710 × 1135 mm | 2110 × 710 × 1135 mm | 2110 × 710 × 1135 mm | 2110 × 710 × 1135 mm | 2110 × 710 × 1135 mm |
| Altezze | Sella: 830 mm - Minima da terra: 125 mm | Sella: 830 mm - Minima da terra: 125 mm | Sella: 830 mm - Minima da terra: 125 mm | Sella: 830 mm - Minima da terra: 125 mm | Sella: 830 mm - Minima da terra: 125 mm |
| Interasse: 1415 mm | Interasse: 1415 mm | Massa a vuoto: in ordine di marcia 208 kg | Massa a vuoto: in ordine di marcia 208 kg | Serbatoio: 17 l | Serbatoio: 17 l |
| Meccanica | | | | | |
| Tipo motore: Quadricilindrico a 4 tempi                                                                                     | Tipo motore: Quadricilindrico a 4 tempi | Tipo motore: Quadricilindrico a 4 tempi | Tipo motore: Quadricilindrico a 4 tempi | Raffreddamento: a liquido | Raffreddamento: a liquido |
| Cilindrata | 998 cm³ (Alesaggio 76,0 × Corsa 55,0 mm) | 998 cm³ (Alesaggio 76,0 × Corsa 55,0 mm) | 998 cm³ (Alesaggio 76,0 × Corsa 55,0 mm) | 998 cm³ (Alesaggio 76,0 × Corsa 55,0 mm) | 998 cm³ (Alesaggio 76,0 × Corsa 55,0 mm) |
| Distribuzione: DOHC 16 valvole                                                                                              | Distribuzione: DOHC 16 valvole | Distribuzione: DOHC 16 valvole | Alimentazione: Doppia iniezione digitale Keihin con valvole secondarie a farfalla ovali | Alimentazione: Doppia iniezione digitale Keihin con valvole secondarie a farfalla ovali | Alimentazione: Doppia iniezione digitale Keihin con valvole secondarie a farfalla ovali |
| Potenza: 138,3 kW {188 CV} a 12.500 rpm; con sistema RAM: 147,1 kW {200 CV} a 12.500 rpm; Coppia motrice 113 Nm a 8.700 rpm | Potenza: 138,3 kW {188 CV} a 12.500 rpm; con sistema RAM: 147,1 kW {200 CV} a 12.500 rpm; Coppia motrice 113 Nm a 8.700 rpm | Coppia: | Coppia: | Rapporto di compressione: | Rapporto di compressione: |
| Frizione: multidisco in bagno d'olio, manuale                                                                               | Frizione: multidisco in bagno d'olio, manuale | Frizione: multidisco in bagno d'olio, manuale | Cambio: sequenziale a 6 marce (sempre in presa) | Cambio: sequenziale a 6 marce (sempre in presa) | Cambio: sequenziale a 6 marce (sempre in presa) |
| Accensione | Digitale | Digitale | Digitale | Digitale | Digitale |
| Trasmissione | a catena sigillata | a catena sigillata | a catena sigillata | a catena sigillata | a catena sigillata |
| Avviamento | elettrico | elettrico | elettrico | elettrico | elettrico |
| Ciclistica | | | | | |
| Telaio | Doppia trave in alluminio composito pressofuso | Doppia trave in alluminio composito pressofuso | Doppia trave in alluminio composito pressofuso | Doppia trave in alluminio composito pressofuso | Doppia trave in alluminio composito pressofuso |
| Sospensioni | Anteriore: Forcella rovesciata da 43 mm, rivestimento in DLC, smorzamento in compressione ed estensione, regolazione molle precarico e a sbalzo, escursione 120 mm / Posteriore: Uni-Trak con ammortizzatore a gas e molla a sbalzo, smorzamento in compressione continuo, doppia regolazione (alta/bassa velocità); smorzamento in estensione continuo; precarico molla regolabile di continuo, escursione 125 mm | Anteriore: Forcella rovesciata da 43 mm, rivestimento in DLC, smorzamento in compressione ed estensione, regolazione molle precarico e a sbalzo, escursione 120 mm / Posteriore: Uni-Trak con ammortizzatore a gas e molla a sbalzo, smorzamento in compressione continuo, doppia regolazione (alta/bassa velocità); smorzamento in estensione continuo; precarico molla regolabile di continuo, escursione 125 mm | Anteriore: Forcella rovesciata da 43 mm, rivestimento in DLC, smorzamento in compressione ed estensione, regolazione molle precarico e a sbalzo, escursione 120 mm / Posteriore: Uni-Trak con ammortizzatore a gas e molla a sbalzo, smorzamento in compressione continuo, doppia regolazione (alta/bassa velocità); smorzamento in estensione continuo; precarico molla regolabile di continuo, escursione 125 mm | Anteriore: Forcella rovesciata da 43 mm, rivestimento in DLC, smorzamento in compressione ed estensione, regolazione molle precarico e a sbalzo, escursione 120 mm / Posteriore: Uni-Trak con ammortizzatore a gas e molla a sbalzo, smorzamento in compressione continuo, doppia regolazione (alta/bassa velocità); smorzamento in estensione continuo; precarico molla regolabile di continuo, escursione 125 mm | Anteriore: Forcella rovesciata da 43 mm, rivestimento in DLC, smorzamento in compressione ed estensione, regolazione molle precarico e a sbalzo, escursione 120 mm / Posteriore: Uni-Trak con ammortizzatore a gas e molla a sbalzo, smorzamento in compressione continuo, doppia regolazione (alta/bassa velocità); smorzamento in estensione continuo; precarico molla regolabile di continuo, escursione 125 mm |
| Freni | Anteriore: doppio disco idraulico semiflottante a margherita da 310 mm (pinza a 4 pistoncini contrapposti in alluminio con attacco radiale), flange in alluminio a 10 bottoni / Posteriore: disco singolo idraulico flottante a margherita da 220 mm (pinza a doppio pistoncino contrapposto in alluminio), pastiglie in metallo sinterizzato                                                                      | Anteriore: doppio disco idraulico semiflottante a margherita da 310 mm (pinza a 4 pistoncini contrapposti in alluminio con attacco radiale), flange in alluminio a 10 bottoni / Posteriore: disco singolo idraulico flottante a margherita da 220 mm (pinza a doppio pistoncino contrapposto in alluminio), pastiglie in metallo sinterizzato                                                                      | Anteriore: doppio disco idraulico semiflottante a margherita da 310 mm (pinza a 4 pistoncini contrapposti in alluminio con attacco radiale), flange in alluminio a 10 bottoni / Posteriore: disco singolo idraulico flottante a margherita da 220 mm (pinza a doppio pistoncino contrapposto in alluminio), pastiglie in metallo sinterizzato                                                                      | Anteriore: doppio disco idraulico semiflottante a margherita da 310 mm (pinza a 4 pistoncini contrapposti in alluminio con attacco radiale), flange in alluminio a 10 bottoni / Posteriore: disco singolo idraulico flottante a margherita da 220 mm (pinza a doppio pistoncino contrapposto in alluminio), pastiglie in metallo sinterizzato                                                                      | Anteriore: doppio disco idraulico semiflottante a margherita da 310 mm (pinza a 4 pistoncini contrapposti in alluminio con attacco radiale), flange in alluminio a 10 bottoni / Posteriore: disco singolo idraulico flottante a margherita da 220 mm (pinza a doppio pistoncino contrapposto in alluminio), pastiglie in metallo sinterizzato                                                                      |
| Pneumatici | anteriore da 120/70 ZR17; posteriore da 190/55 ZR17 | anteriore da 120/70 ZR17; posteriore da 190/55 ZR17 | anteriore da 120/70 ZR17; posteriore da 190/55 ZR17 | anteriore da 120/70 ZR17; posteriore da 190/55 ZR17 | anteriore da 120/70 ZR17; posteriore da 190/55 ZR17 |
| Prestazioni dichiarate | | | | | |
| Velocità massima | 299 km/h | 299 km/h | 299 km/h | 299 km/h | 299 km/h |
| Fonte dei dati: | | | | | |